# Rostellariidae
Rostellariidae (denominadas tibias, em inglês, ou tíbias - com acentuação gráfica -, em português -pl.) é uma família de moluscos gastrópodes marinhos e operculados, classificada por William More Gabb, em 1868, e pertencente à subclasse Caenogastropoda, na ordem Littorinimorpha; contendo apenas seis gêneros extantes descritos e distribuídos pelas costas do Indo-Pacífico, incluindo o mar Vermelho, golfo de Adem, golfo Pérsico, mar da Arábia, golfo de Bengala e o Sudeste Asiático, principalmente nas Filipinas e até Taiwan, sul do Japão, nordeste da Austrália (Queensland) e Nova Guiné; estando classificada entre os Strombidae no século XX.

## Descrição
Compreende, em sua totalidade, caramujos de conchas alongadas, com espiral em forma de fuso ou turriforme e de ápice pontiagudo, ocupando quase o seu comprimento total; podendo ter suas superfícies revestidas por relevo de linhas em espiral ou reticulado e geralmente de coloração castanho-avermelhada a branca. O canal sifonal pode ser longo ou apenas destacado e seu lábio externo pode ser grosso ou levemente engrossado, geralmente provido de prolongamentos que o tornam mais ou menos ondulado ou plissado. Sua columela não possui pregas.

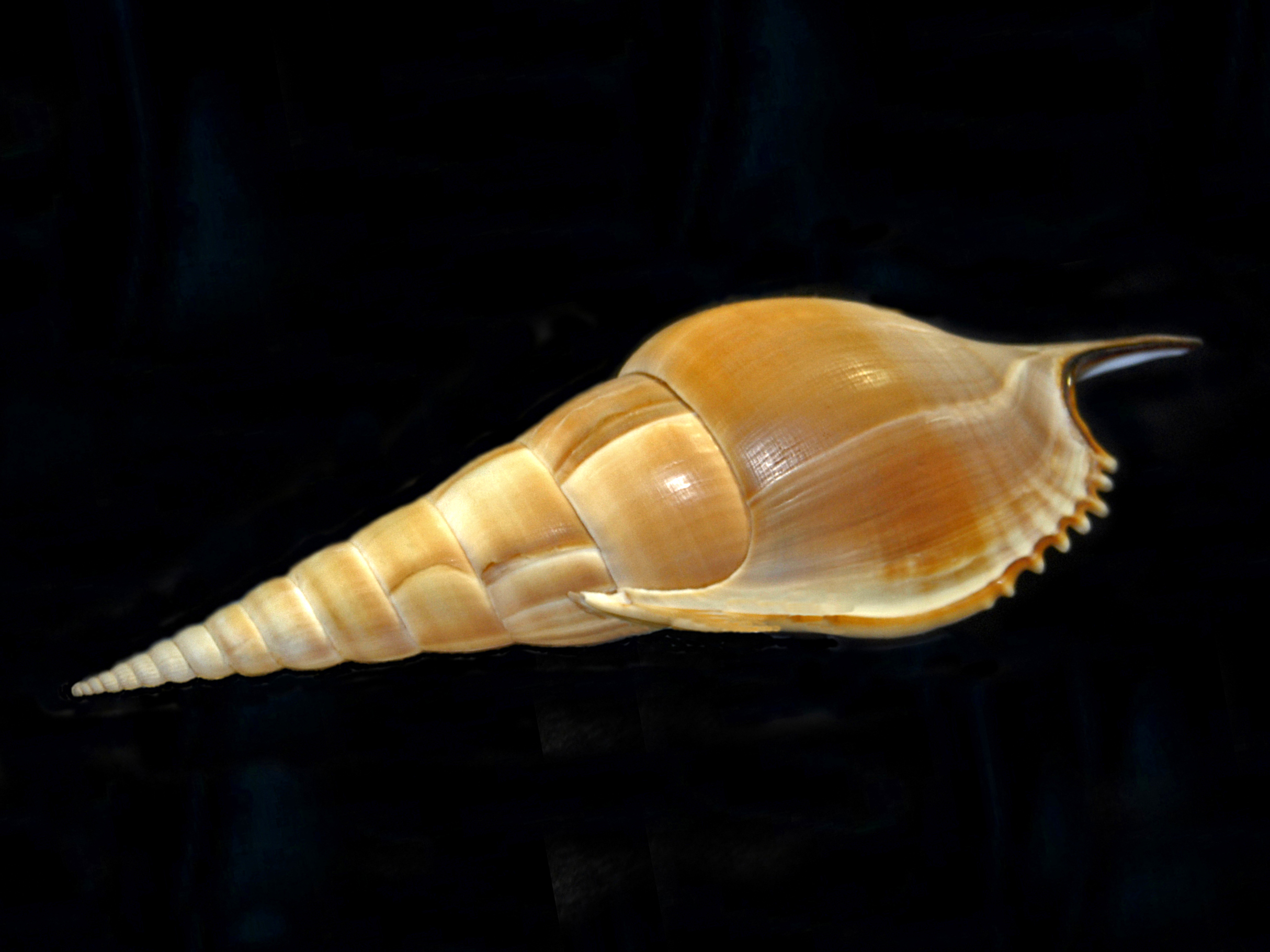
Vista lateral da concha de Tibia insulaechorab Röding, 1798[20] com o lábio externo de sua abertura voltado para o observador. Espécie do oceano Índico.

## Etimologia deRostellariidae
A etimologia de Rostellariidae provém de rostellum, significando "um pequeno bico" e derivado de rōstrum, provindo do latim; sendo que rostellum também é utilizado para designar o tubo sugador da boca de certos insetos, a projeção, em forma de gancho, das tênias, ou um estigma modificado, em forma de bico, de certas orquídeas; sendo uma alusão ao canal sifonal destes moluscos.

## Classificação deRostellariidae

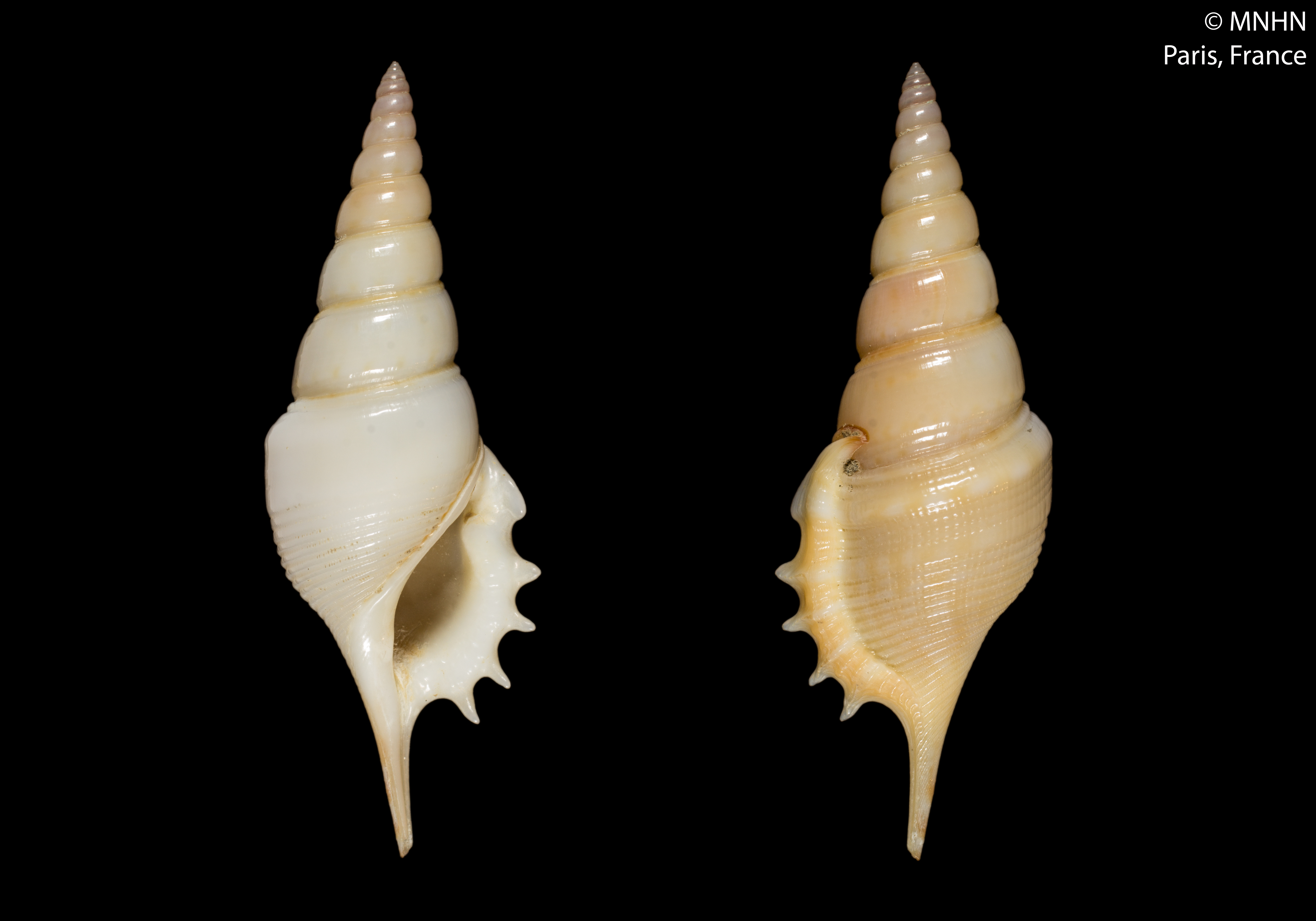
Duas vistas da concha de Rimellopsis powisii (Petit de la Saussaye, 1840); espécime coletado na Nova Caledónia, Oceania; no passado pertencente ao gênero Tibia.

De acordo com o World Register of Marine Species, incluídas as espécies monotípicas.
Tibia Röding, 1798
Rimella Agassiz, 1841 - espécieː Rimella gracilis X.-T. Ma & J.-L. Zhang, 1996
Rostellariella Thiele, 1929
Varicospira Eames, 1952
Rimellopsis Lambiotte, 1979 - espécieː Rimellopsis powisii (Petit de la Saussaye, 1840)
Tenuitibia Dekkers, 2020 - espécieː Tenuitibia martinii (Marrat, 1877)
- Duas vistas da concha de Rimellopsis powisii (Petit de la Saussaye, 1840);[23] espécime coletado na Nova Caledónia, Oceania; no passado pertencente ao gênero Tibia.[5][8]